# Cladorhizidae
Cladorhizidae é uma família de esponjas marinhas da ordem Poecilosclerida com cerca de 90 espécies, que concentra a maioria dos Porifera que possuem hábitos alimentares carnívoros, diferindo da marcante característica de filtradores dos Porifera (as famílias Guitarridae e Esperiopsidae têm, cada, uma espécie carnívora).
São, em geral, espécies cavernícolas ou abissais que vivem próximas de fontes hidrotermais, se alimentando de pequenos crustáceos. Seus coanócitos, quando ainda possuem, são sensivelmente menores.Possuem espículas especiais, distribuídas de forma a atuar como velcro, com as quais capturam suas presas, geralmente pequenos crustáceos; a digestão inicia-se extracelularmente e se completa no interior das células, antecipando aos cnidários nessa capacidade. Alguns permaneceram com a capacidade filtradora, mas a maioria perdeu isso. A morfologia corporal tende a ocupar grande dimensão para maximizar a captura de presas.
Nessa mesma família de esponjas já foi relatada a presença de simbiose com bactérias metanófilas, sendo que as evidências apontam para uma grande parte de sua nutrição proveniente dessa simbiose.

## Gêneros
- Abyssocladia Lévi, 1964
- Asbestopluma Topsent, 1901
- Chondrocladia Thomson, 1873
- Cladorhiza Sars, 1872
- Lollipocladia Vacelet, 2008
- Neocladia Koltun, 1970